# Паращине Поле
Пара́щине По́ле — село в Україні, у Первозванівській сільській громаді Кропивницького району Кіровоградської області. Населення становить 25 осіб.

## Населення
Згідно з переписом УРСР 1989 року чисельність наявного населення села становила 30 осіб, з яких 16 чоловіків та 14 жінок.
За переписом населення України 2001 року в селі мешкало 25 осіб.

### Мова
Розподіл населення за рідною мовою за даними перепису 2001 року:
| Мова       | Відсоток |
| ---------- | -------- |
| українська | 76,00 %  |
| російська  | 20,00 %  |
| інші       | 4,00 %   |